# Sainte-Thècle
Sainte-Thècle è un comune del Canada, situato nella provincia del Québec, nella regione di Mauricie.